# 장경근
장경근(張暻根, 일본식 이름: 長山暻根 나가야마 게이콘, 1911년 5월 18일 일제 강점기 조선국 평안북도 용천 출생 ~ 1978년 7월 25일 대한민국 서울에서 별세.)은 판사 출신의 대한민국 정치인, 법조인이다. 제1공화국 내무부장관과 제3,4대 민의원의원을 지냈다.

## 생애
본관은 인동(仁同)이고, 평안북도 용천에서 출생하여 지난날 한때 경성부에서 잠시 유아기를 보낸 적이 있고 경기도 부천에서 성장하였다. 도쿄 제국대학 법학부에 재학하던 중 일본 고등문관시험에 합격하였다. 학교를 졸업하고 경성지방법원과 검찰국의 사법관 시보로 법조 생활을 시작하여, 경성지방법원과 경성복심법원 판사를 지냈다.
광복 후 미군정 시기에 다시 판사로 임명 1945년 10월 11일 경성지방법원장에 임명되었다가, 반민족행위처벌법이 제정되면서 일제 강점기 친일파이자 고위 관직 경력자에 대한 여론이 부정적인 쪽으로 흐르자 사임했다. 초대 대통령이던 이승만은 대신 1949년에 장경근을 내무부 차관보와 차관으로 발탁했다.

대한민국 국회 의정단상에 답변을 하러나온 장경근. (1949년)

장경근 내무부 차관은 신성모 내무부 장관과 이승만 대통령을 모두 설득해 허락을 받고 반민특위를 해체하게 만들게했다. 장경근이 내무차관으로 재직하던 중 그의 지시로 친일경찰 세력들은 반민특위를 습격하였고, 이 문제가 제헌 국회에서 논의되었을 때 반민특위 습격은 불법적인 유사 경찰 조직을 무장해제하기 위한 정당한 것이었다고 답변했고 또한 반민특위는 공산주의단체라고 답변을 했다. 분노한 국회는 장경근의 퇴진과 처벌을 요구하는 결의안을 통과시켰고, 반민특위는 상해 및 공무집행방해죄로 그를 고발하기도 했다. 그러나, 이 사건으로 인해 반민특위는 크게 위축되었고 1949년 9월 반민법 3차 개정을 거쳐 결국 중단되었다.

해군본부에서 3군합동작전협의를 마치고 나란히 선 장경근 국방부 차관, 신성모 국방부 장관, 정일권 소장 (왼쪽부터). 정일권은 육해공군 총사령관 겸 육군참모총장 발령을 받은 얼마후였다.

조봉암이 이승만과 결별하고 안호상, 이범석 계열은 몰락하면서 장경근은 이후 제1공화국의 핵심 관료이자 집권당인 자유당의 손꼽히는 이론가로 성장했다. 이승만의 종신 집권제를 추진했으며, 자유당 의원총회에서  반대한 김두한 의원에게 주먹을 맞기도 했다. 제1공화국 후반기에 자유당이 창당된 뒤에는 이기붕 계열의 강경파로 활동했다. 1953년, 1958년, 1959년, 1960년 네 차례에 걸쳐 각각 한일회담의 정부대표를 맡았을 정도로 일본통으로도 인정받았다. 이 시기 야당 탄압 등 여러 정치공작 사건의 배후에 있었다거나, 이승만에 대한 과잉충성을 보였다는 평도 있다.
1960년 3·15 부정선거에 깊이 관여했다. 당시 직책은 자유당 선거대책위원회의 기획위원 겸 상임위원회 제7부장(정책부장)이었다. 장경근은 경찰력을 동원하는 부정선거 방법을 기획하여 치안국장을 통해 하달한 것으로 알려졌다. 4·19 혁명이 일어나면서 부정선거 책임자로 지목되어 구속되자, 재판 계류 중 입원해 있던 병원을 1960년 11월 13일 탈출해 일본으로 밀항했다. 이후 17년 동안 미국, 브라질 등 여러 나라를 전전하다가 지병인 당뇨병과 중풍이 심해지면서 정부에 귀국을 청원, 허가를 얻어 도피 17년 만인 1977년 5월 11일에 귀국하였고, 요양하다 1978년 7월 25일 서울특별시 강남구 역삼동 자택에서 사망했다.

### 사후
2008년 민족문제연구소가 발표한 친일인명사전 수록예정자 명단 중 사법 부문에 선정되었다.

## 학력
- 경성 휘문고등보통학교 졸업
- 일본 도쿄 제국대학교 법학과 학사
- 대한민국 국방대학교 행정학사 1기(1956년)

## 같이 보기
- 반민족행위자특별조사위원회
- 사사오입 개헌
- 3·15 부정선거
- 제1공화국
- 제2공화국
- 이기붕
- 곽영주
- 이승만
- 장면
- 김두한

## 장경근을 연기한 배우
- 1981년 - 장건일 (제1공화국) MBC 드라마
- 1989년 - 박영목 (무풍지대) KBS2 드라마
- 1989년 - 홍순창 (제2공화국) MBC 드라마
- 1990년 - 박경현 (반민특위) MBC 드라마
- 2003년 - 김강산 (야인시대) SBS 드라마

## 역대 선거 결과
|  | 35.27% |

|  | 67.68% |

## 참고 자료
- 반민족문제연구소 (1994년 3월 1일). 〈장경근 : 독재 권력의 파수꾼으로 성장한 식민지 법조 엘리트 (백운선)〉. 《청산하지 못한 역사 2》. 서울: 청년사. ISBN 978-89-7278-313-8.
- 장경근 - 대한민국헌정회
- 장경근(張暻根) -  한국행정연구원